# بندرگاه مالبری
الگو:Infobox docks

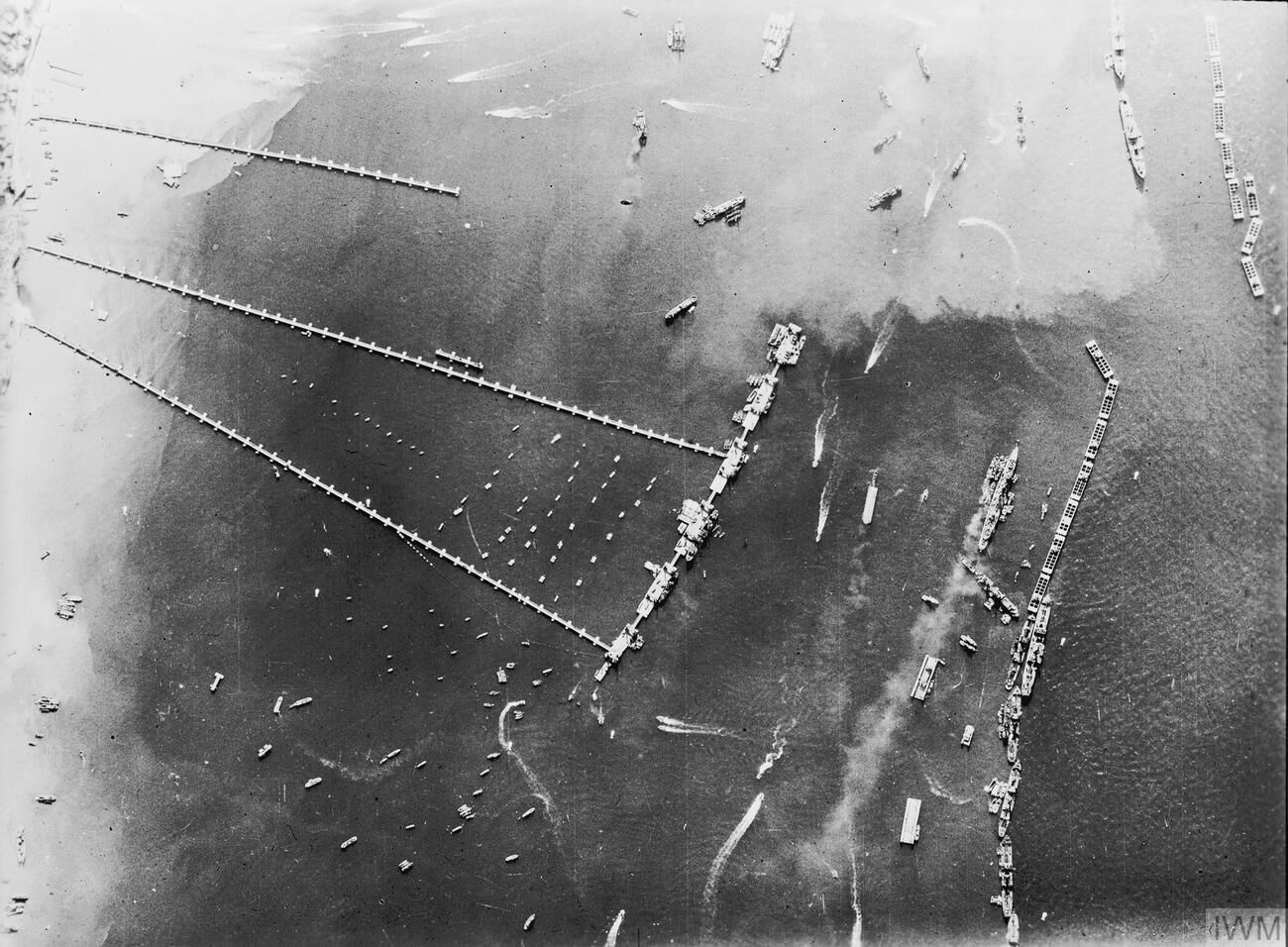
بندرگاه مالبری

بندرگاه مالبری (انگلیسی: Mulberry harbour) بندرگاه‌های قابل حمل موقتی بودند که توسط بریتانیا در طول جنگ جهانی دوم برای تسهیل تخلیه سریع محموله‌ها در سواحل در طول تهاجم متفقین جنگ جهانی دوم به نرماندی در ژوئن ۱۹۴۴ ایجاد شدند.